# Josef Vejnar
Josef Vejnar (5. prosince 1867, Víchová nad Jizerou – 19. ledna 1934, Jilemnice) byl český lékař a amatérský fotograf, známý především svými snímky krkonošských hor a života v Jilemnici.

## Život
Vystudoval gymnázium v Novém Bydžově, na lékařské fakultě v Praze promoval roku 1893. Od následujícího roku působil jako lékař v Jilemnici. Roku 1897 se oženil s Emilií Kazdovou, sestrou Rudolfa Kazdy a od roku 1898 byl primářem zdejší nemocnice.
Jeho kolorované diapozitivy, vzešlé ze spolupráce s učitelem a propagátorem turistiky a lyžování Janem Bucharem, jsou nyní ve sbírce Krkonošského muzea v Jilemnici.

## Galerie

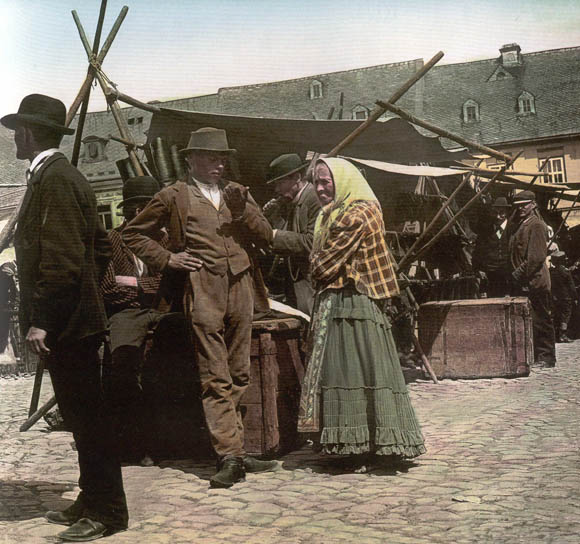
Josef Vejnar: Jarmark na jilemnickém náměstí (1897), ze sbírky Krkonošského muzea v Jilemnici
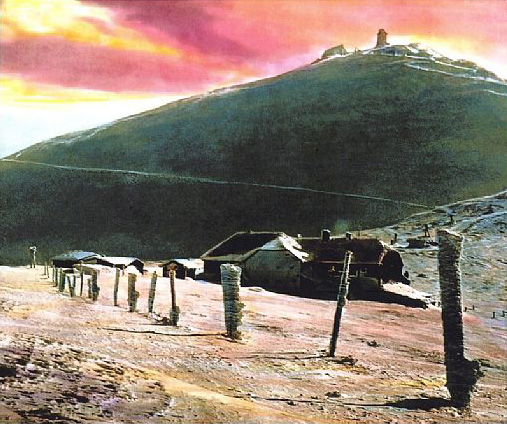
Josef Vejnar: Sněžka a Obří bouda, kolorovaný diapozitiv